# 2014 au cinéma
| Années du cinéma : 2011 - 2012 - 2013 - 2014 - 2015 - 2016 - 2017    |
| Décennies du cinéma : 1980 - 1990 - 2000 - 2010 - 2020 - 2030 - 2040 |

Cet article présente les faits marquants de l'année 2014 au cinéma.

## Festivals

### Berlin
- Le 64e festival s'est déroulé du 6 au 16 février 2014. Le producteur et scénariste américain James Schamus en a été le président du jury. Christoph Waltz, Michel Gondry, Greta Gerwig et Barbara Broccoli ont notamment été jurés. L'Ours d'or a été attribué au film chinois Black Coal, Thin Ice (白日焰火, Bai Ri Yan Huo) de Diao Yi'nan.

### Cannes
- Le 67e Festival s'est déroulé du 14 au 25 mai 2014. La réalisatrice, scénariste et productrice néo-zélandaise Jane Campion en a été la présidente du jury. Sofia Coppola, Gael García Bernal, Willem Dafoe et Carole Bouquet ont notamment été jurés. La Palme d'or a été attribuée au film turc Winter Sleep (Kış Uykusu) de Nuri Bilge Ceylan.

### Venise
- La 71e Mostra s'est déroulée du 27 août au 6 septembre 2014. Le compositeur français Alexandre Desplat en a été le président du jury. Tim Roth, Elia Suleiman et Joan Chen ont notamment été jurés. Le Lion d'or a été attribué au film suédois A Pigeon Sat on a Branch Reflecting on Existence (En Duva Satt På en Gren och Funderade På Tillvaron) de Roy Andersson.

### Autres festivals
- du 15 au 19 janvier : 17e Festival international du film de comédie de l'Alpe d'Huez ;
- du 16 au 26 janvier[1] : 29e Festival du film de Sundance ;
- du 29 janvier au 2 février[2] : 21e Fantastic'Arts de Gérardmer ;
- du 5 au 9 mars : 16e Festival du film asiatique de Deauville ;
- du 14 au 23 mars : 36e Festival international de films de femmes de Créteil ;
- du 17 au 22 mars : 15e Festival international du film d'Aubagne - Music & Cinema[3] ;
- du 29 mars au 5 avril : 28e Festival international de films de Fribourg (FIFF) ;
- du 9 au 14 juin : 38e Festival international du film d'animation d'Annecy ;
- du 4 au 11 juillet : 14e Festival international du film fantastique de Neuchâtel
- du 5 au 12 juillet : 12e Festival Paris Cinéma ;
- du 5 au 14 septembre : 40e Festival du cinéma américain de Deauville ;
- du 13 au 19 octobre : 6e Festival Lumière à Lyon ;
- du 25 au 30 novembre : 22e Festival du cinéma russe à Honfleur ;
- du 25 novembre au 2 décembre : 20e Festival international des films gays, lesbiens et trans et ++++ de Paris.

## Récompenses

### Oscars
- La 86e cérémonie des Oscars s'est déroulée le 2 mars 2014. La soirée était animée par Ellen DeGeneres.

### Golden Globes
- La 71e cérémonie des Golden Globes s'est déroulée le 12 janvier 2014. La soirée était animée par Tina Fey et Amy Poehler.

### Césars
- La 39e cérémonie des César s'est déroulée le 28 février 2014. La soirée était animée par Cécile de France.

### Autres récompenses
- 22e Festival du cinéma russe à Honfleur : Grand Prix de la Ville de Honfleur : Classe à part (Classe d’insertion[réf. nécessaire], Класс коррекции) de Ivan Tverdovski (ru).
- Prix Romy-Schneider : Adèle Exarchopoulos.

## Principaux décès

### Premier trimestre
- 1er janvier : Juanita Moore, actrice américaine (99 ans)[4]
- 3 janvier :
  - Saul Zaentz, producteur de cinéma américain (92 ans)[5]
  - Alicia Rhett, actrice américaine (98 ans)[6]
  - László Helyey, acteur hongrois (65 ans)[7]
- 5 janvier : Carmen Zapata, actrice américaine (86 ans)[8]
- 6 janvier : Mónica Spear, actrice vénézuélienne (29 ans)[9]
- 2 février : Philip Seymour Hoffman, acteur américain (46 ans)
- 10 février : Shirley Temple, actrice américaine (85 ans)
- 1er mars : Alain Resnais, réalisateur français, également scénariste et monteur (91 ans)[10]

### Deuxième trimestre
- 6 avril : Mickey Rooney, acteur américain (93 ans)
- 27 avril : Micheline Dax, actrice française (90 ans)
- 29 avril : Bob Hoskins, acteur américain (71 ans)
- 5 mai : Jean Gaven, acteur français (96 ans)
- 22 mai : Bernard Woringer, acteur français (82 ans)
- 23 mai : Nikolaï Pastoukhov, acteur russe (à 91 ans)
- 7 juin :
  - Jacques Herlin, acteur français (86 ans)
  - Kevin Elyot, acteur et scénariste britannique (62 ans)
- 8 juin : Veronica Lazăr, actrice roumaine (75 ans)
- 9 juin : Rik Mayall, acteur comique britannique (56 ans)
- 11 juin :
  - Gilles Segal, acteur franco-roumain (82 ans)
  - Ruby Dee, actrice américaine (91 ans)
- 12 juin : Carla Laemmle, actrice américaine (104 ans)
- 15 juin :
  - Casey Kasem, producteur et acteur de voix américain (82 ans)
  - Jacques Bergerac, acteur français (87 ans)
- 24 juin : Eli Wallach, acteur américain (98 ans)
- 26 juin : Michael Henry Wilson, critique et historien du cinéma français (67 ans)
- 27 juin : Frank Welley, cinéaste américain (73 ans)
- 28 juin : Meshach Taylor, acteur américain (67 ans)
- 30 juin :
  - Paul Mazursky, acteur et réalisateur américain (84 ans)
  - Bob Hastings, acteur américain (89 ans)

### Troisième trimestre
- 5 juillet :
  - Rosemary Murphy, actrice américaine (89 ans)
  - Noel Black, réalisateur, scénariste et producteur américain (77 ans)
- 7 juillet :
  - Dickie Jones, acteur américain (87 ans)
  - Henri Graziani, cinéaste français (84 ans)
- 8 juillet : Dave Legeno, acteur britannique (50 ans)
- 9 juillet : Ken Thorne, compositeur de musique de film (90 ans)
- 13 juillet : Gert Voss, acteur allemand (72 ans)
- 17 juillet : Elaine Stritch, actrice américaine (89 ans)
- 19 juillet :
  - Skye McCole Bartusiak, actrice américaine (21 ans)
  - James Garner, acteur américain (86 ans)
- 20 juillet : Álex Angulo, acteur espagnol (61 ans)
- 24 juillet :
  - Roger Blay, acteur québécois (76 ans)
  - Caroline Beaune, actrice française (55 ans)
- 26 juillet :
  - Roland Verhavert, réalisateur belge (87 ans)
  - Thierry Redler, acteur et réalisateur français (56 ans)
- 28 juillet :
  - James Shigeta, acteur américain (81 ans)
  - Yvette Lebon, actrice française (103 ans)
- 30 juillet :
  - Harun Farocki, réalisateur allemand (70 ans)
  - Robert Drew, cinéaste-documentariste américain (90 ans)
- 1er août :
  - Saeed Saleh, acteur égyptien (76 ans)
  - Souleymane Koly, producteur, scénariste, réalisateur guinéo-ivoirien (69 ans)
- 4 août : Walter Massey, acteur canadien (85 ans)
- 5 août : Marilyn Burns, actrice américaine (64 ans)
- 6 août : Imre Bajor, acteur hongrois (57 ans)
- 8 août : Menahem Golan, réalisateur israélien (85 ans)
- 9 août : Charles Keating, acteur britannique (72 ans)
- 11 août : Robin Williams, acteur et humoriste américain (63 ans)
- 12 août : Lauren Bacall, actrice américaine (89 ans)
- 24 août : Richard Attenborough, acteur britannique (90 ans)
- 25 août :
  - Jean-Pierre Vergne, réalisateur français (68 ans)
  - Toshio Hirata, réalisateur japonais (76 ans)
  - Jean Berger, acteur français (96 ans)
- 26 août :
  - Chūsei Sone, réalisateur japonais (76 ans)
  - Maria Mauban, actrice française (90 ans)
- 30 août :
  - Andrew V. McLaglen, réalisateur américain (94 ans)
  - Victoria Mallory, chanteuse et actrice américaine (64 ans)
- 1er septembre :
  - Elena Varzi, actrice italienne (94 ans)
  - Gottfried John, acteur allemand (72 ans)
- 4 septembre : Donatas Banionis, acteur soviétique puis lituanien (90 ans)
- 5 septembre : Karel Černý, directeur artistique tchèque (92 ans)
- 7 septembre :
  - Yoshiko Ōtaka, chanteuse et actrice japonaise (94 ans)
  - Don Keefer, acteur américain (98 ans)
- 9 septembre : Zsolt Kézdi-Kovács, réalisateur hongrois (78 ans)
- 10 septembre : Richard Kiel, acteur américain (74 ans)
- 11 septembre :
  - Donald Sinden, acteur britannique (90 ans)
  - Joachim Fuchsberger, acteur allemand (87 ans)
  - Antoine Duhamel, compositeur français de musique de films (89 ans)
- 17 septembre : Peter von Bagh, historien du cinéma, réalisateur, scénariste et critique finlandais (71 ans)
- 19 septembre : Audrey Long, actrice américaine (92 ans)
- 20 septembre :
  - George Sluizer, réalisateur néerlandais (82 ans)
  - Polly Bergen, actrice américaine (84 ans)
- 21 septembre :
  - Rémi Waterhouse, scénariste et réalisateur français (58 ans)
  - Linda Griffiths, actrice canadienne (57 ans)
- 23 septembre : Gilles Latulippe, acteur québécois (77 ans)
- 27 septembre :
  - Sarah Danielle Madison, actrice américaine (40 ans)
  - Abdelmajid Lakhal, acteur tunisien (74 ans)
- 30 septembre : Élina Labourdette, actrice française (95 ans)

### Quatrième trimestre
- 2 octobre : Pedro Peña, acteur espagnol (88 ans)
- 5 octobre :
  - Iouri Lioubimov, acteur russe (97 ans)
  - Geoffrey Holder, acteur trinidadien (84 ans)
- 6 octobre : Marian Seldes, actrice américaine (86 ans)
- 8 octobre : Jean-François Calvé, acteur français (89 ans)
- 9 octobre : Jan Hooks, actrice américaine (57 ans)
- 10 octobre : Pavel Landovský, acteur tchèque (78 ans)
- 14 octobre : Elizabeth Peña, actrice américaine (55 ans)
- 15 octobre : Marie Dubois, actrice française (77 ans)
- 20 octobre :
  - L. M. Kit Carson, acteur, scénariste et producteur américain (73 ans)
  - Lilli Carati, actrice italienne (58 ans)
- 24 octobre : Marcia Strassman, actrice américaine (66 ans)
- 26 octobre : Françoise Bertin, actrice française (89 ans)
- 1er novembre : Vira Silenti, actrice italienne (83 ans)
- 2 novembre : Christiane Minazzoli, actrice française (83 ans)
- 3 novembre : Mariem Fakhr El Dine, actrice égyptienne (81 ans)
- 5 novembre : Jean-Jacques Rousseau, cinéaste belge (67 ans)
- 7 novembre : Françoise Graton, actrice québécoise (84 ans)
- 10 novembre :
  - Ken Takakura, acteur japonais (83 ans)
  - Steve Dodd, acteur australien (86 ans)
- 11 novembre : Carol Ann Susi, actrice américaine (62 ans)
- 12 novembre : Warren Clarke, acteur britannique (67 ans)
- 13 novembre : Jacques Saulnier, chef décorateur français (86 ans)
- 14 novembre : Lucilla Morlacchi, actrice italienne (78 ans)
- 17 novembre : Fred Personne, acteur français (82 ans)
- 19 novembre : Mike Nichols, réalisateur américain (83 ans)
- 21 novembre : Claude Sylvestre, réalisateur québécois (87 ans)
- 23 novembre : Hélène Duc, actrice française (97 ans)
- 26 novembre : Annemarie Düringer, actrice suisse (89 ans)
- 27 novembre : Stanisław Mikulski, acteur polonais (85 ans)
- 28 novembre :
  - Bunta Sugawara, acteur japonais (81 ans)
  - Chespirito, scénariste, acteur, réalisateur mexicain (85 ans)
- 2 décembre : Gerry Fisher, directeur de la photographie britannique (88 ans)
- 3 décembre :
  - Giulio Questi, réalisateur, scénariste, producteur et monteur italien (90 ans)
  - Vicente Leñero, réalisateur et scénariste mexicain (81 ans)
- 9 décembre : Mary Ann Mobley, actrice américaine (77 ans)
- 15 décembre : Booth Colman, acteur américain (91 ans)
- 17 décembre : Mohamed Bastaoui, acteur marocain (60 ans)
- 18 décembre : Virna Lisi, actrice italienne (78 ans)
- 21 décembre : Billie Whitelaw, actrice britannique (82 ans)
- 22 décembre :
  - Joseph Sargent, réalisateur américain (89 ans)
  - Vera Gebuhr, actrice danoise (98 ans)
  - Christine Cavanaugh, actrice américaine (51 ans)
- 23 décembre : Jeremy Lloyd, scénariste et acteur britannique (84 ans)
- 24 décembre :
  - Hidetoshi Nakamura, acteur et seiyū japonais (60 ans)
  - Krzysztof Krauze, réalisateur et scénariste polonais (61 ans)
- 25 décembre : David Ryall, acteur britannique (79 ans)
- 26 décembre : Rhodes Reason, acteur américain (84 ans)
- 30 décembre : Luise Rainer, actrice allemande (104 ans)
- 31 décembre : Edward Herrmann, acteur américain (71 ans)